# Smržov, Hradec Králové
Smržov là một làng thuộc huyện Hradec Králové, vùng Královéhradecký, Cộng hòa Séc.